# Fumihiko Machida
Fumihiko Machida (jap. 町田 文彦, Machida Fumihiko; * 17. März 1969 in der Präfektur Tochigi) ist ein ehemaliger Badmintonspieler aus Japan.

## Karriere
Fumihiko Machida startete bei den Olympischen Sommerspielen 1992 und 1996. 1992 schied er im Herreneinzel in der 2. Runde gegen Poul-Erik Høyer Larsen aus. Im Doppel mit Koji Miya war gleich in Runde eins Endstation. Vier Jahre später machte er es im Einzel besser und wurde nach zwei Siegen Neunter. Bei der Weltmeisterschaft 1991 schied er in Runde zwei aus.
National gewann er drei Einzeltitel in Folge von 1993 bis 1995. Im letztgenannten Jahr siegte er zusätzlich im Doppel mit Seiichi Watanabe.